# Neale Fraser
Neale Andrew Fraser (Melbourne, 3 ottobre 1933 – Melbourne, 2 dicembre 2024) è stato un tennista australiano.

## Carriera
Insignito dell'Ordine dell'Impero Britannico, frequentò il St. Kevin's College, a Toorak.
Fraser fu uno dei venti uomini ad aver vinto in doppio gli Australian Open, gli Open di Francia, gli U.S. Open e Wimbledon. Inoltre per due anni consecutivi si impose agli U.S. Open, in singolare, doppio e doppio misto.
Tra il 1955 e il 1962 conquistò per ben sette volte la Coppa Davis.
Nel 1984 venne inserito nell'International Tennis Hall of Fame.

## Palmarès

### Tornei del Grande Slam
- Australian Open: 1
Doppio misto: 1956
- Wimbledon: 2
Singolare: 1960
Doppio misto: 1962
- U.S. Championships: 1
Doppio misto: 1958, 1959, 1960